# Хелена Шерфбек
Хелена Шерфбек (на шведски: Helena Sofia Schjerfbeck) е Финландско-шведска художничка, представител на модерното изкуство.

## Биография
Родена е на 10 юли 1862 г. в Хелзинки, херцогство Финландия, Руска империя. Започва да рисува още на 11-годишна възраст в училището към Финландското общество на любителите на изкуството. От 1880 г. участва в изложби и скоро се утвърждава сред художниците. След получаване на стипендия от Сената на Руската империя, тя учи в Париж в Академия Колароси.
От 1902 г. заедно с майка си живее в Хювинкяе (Hyvinkää), където усъвършенства уменията си. През 1917 г. прави първата си самостоятелна изложба в галерия Стенман в Хелзинки и има голям успех сред критици и ценители.
През 1925 г. се премества в Тамисари. Тук рисува предимно натюрморти и преработва старите си картини. Някои от нейните творби от този период са в литографска техника. В началото на Зимната война, тя се премества в Тенала, където прекарва около една година. През 1944 г. заминава за Швеция.
Умира на 23 януари 1946 г. в Салтшьобаден.

## Творчество
Шерфбек рисува портрети, пейзажи, натюрморти и картини на историческа тематика. Определено влияние върху творчеството на художничката оказват произведенията на Фьодор Достоевски, Марсел Пруст и Артур Рембо. Тя е автор на повече от хиляда произведения и е изключително независима в своето творческо търсене. Не се вписва в кръга на столичните художници. Създава творчество поразяващо както критиците, така и ценителите на изкуството. Тя умее майсторски да променя своя маниер в художественото търсене от академически реализъм (края на 1880 г.) до експресионизъм и модернизъм (1940 г.).

## Семейство
- Баща – Сванте Шерфбек (1833 – 1876),
- Майка – Олга Йоанна Принц (1839 – 1923),
- Брат – Магнус (1860 – 1933).

## Памет
- На 5 октомври 2012 г. Финландия издава възпоменателна биметална монета от 2 евро, посветена на 150-годишнината от рождението на художничката.
- От 1 юни до 14 октомври 2012 г. в Хелзинки в галерия Атенеум е организирана най-мащабната изложба с творбите на Шерфбек. На изложбата са представени около 400 нейни картини.

## Галерия
- Оздравяващ, 1888
- Четящо момиче, 1904
- Глава на момиче, 1885
- Танцувалните обувки, 1882